# 十石犬
十石犬（じっこくけん、じっこくいぬ）は、日本犬の一種。

## 概要

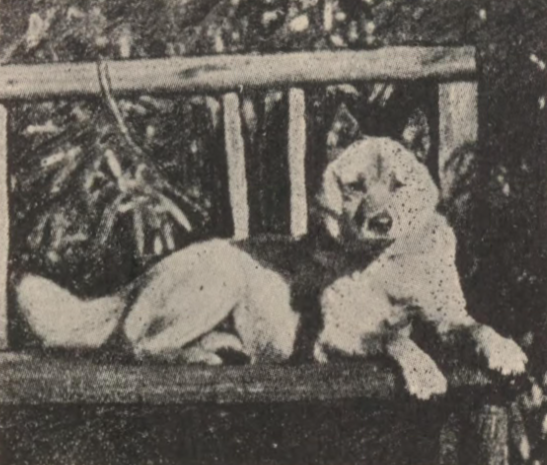
十石号

群馬県多野郡上野村で飼育されていた柴犬の一種で、十石犬の名は同村と長野県南佐久郡佐久穂町の県境にある十石峠及び十石街道（国道299号）に由来する。
ルーツは長野県南佐久郡川上村の梓山地区で繁殖されていた梓山犬である。梓山犬は県境を越えた群馬県上野村へも譲渡されていた。「十石犬」と呼ばれるようになった由来は譲渡先の群馬県にあり、1928年の秋頃に日本犬保存会・初代会長斎藤弘吉が、上野村楢原字黒川集落の猟師、飯出庄太郎からチン（7歳オス）を譲り受け、十石峠から名を取り「十石号」と名付けたのが始まり。斎藤は十石号を1931年8月まで飼育した。
柴犬（赤犬）の一種ともされ、上野動物園で開かれた日本犬の展覧会で上位入賞の栄誉に輝き、多くの愛犬家から柴犬最高峰の風格と評価されたという。
一方でその名声を聞いた多くの愛犬家が訪れ、現金収入が乏しかった村人は大金と引き換えに仔犬を引き渡していた。これに追い打ちを掛けるように第二次世界大戦中の犬の供出や撲殺令などの受難が続いた。更に戦後の進駐軍を相手として犬の売人などの手で多くの仔犬が持ち出されていった。
契機となったのは1992年に群馬テレビが企画した『幻の名犬・十石犬を追う』という番組制作のための取材である。収録が済んだ後日に村で日本犬を飼育する愛好家たちが集まり保存への協議があった。秋には川上犬の視察も行われ、これを皮切りとして本格的な保存活動が始まった。幸い十石犬の血を色濃く残していた犬もいたことから、それらを基礎犬としたも戻し交配が行われた。この際に近親交配の弊害が多く見られたが、2006年頃にはある程度の落ち着いた。長野県川上村においても、戦後一時梓山犬は絶滅したものの群馬県上野村より子犬を譲り受け保存活動が行われている。
地元上野村には十石犬がニホンオオカミとの交雑種である狼犬であるとの伝承がある。

## 特徴
- 体格：すらっとしていて、たち耳、巻き尾[12]。
- 毛：胡麻、赤毛が多いが長野県側との交流により黒の差し毛の個体も生まれた[6]。
- 用途：猟犬、番犬
- 性格：やんちゃで活発。帰巣性が強く、方向感覚にも優れる[6]。
- サイズ：中・小型犬、体高はオスで39.5センチ前後[6]。

## 正系の十石犬

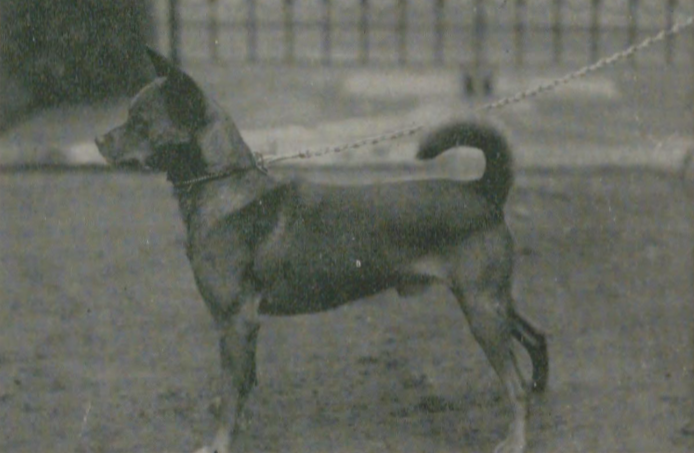
正系の十石犬に似た犬

元々の十石犬は七・八貫（約26.3kg-30kg）で、体高一尺七・八寸（約54.5kg-57.6kg）の犬であった。十石峠付近は古くから狩猟地と見做され、犬も良系のものが多かった。
しかしながら明治末から獣が減少していって、それに伴い信州柴犬に置き換えられていった。1931年（昭和6年）にフクという牡犬を最後にこの系統は絶滅した。以降の十石犬は正系と柴犬の混血である。